# Tchad-søen
 Denne artikel omhandler Tchad-søen. Opslagsordet har også en anden betydning, se Tchad.
Tchad-søen er en stor, lavvandet sø i Afrika. Det er økonomisk og økologisk en meget vigtig sø, da den forsyner mere end tyve millioner mennesker i landene omkring søen, med vand – Cameroun, Tchad, Niger og Nigeria.
Engang var den en af de største søer i verden, den er skrumpet betydeligt over de sidste 40 år. I 1960'erne havde den et areal på mere end 26.000 km². I 2000 var det areal faldet til mindre end 1.500 km². Dette skyldes en reduceret mængde regnvand kombineret med meget øget vanding af opdyrkede arealer fra søen og de floder, der løber ud i den. 
Alle fakta om Tchad-søen er meget usikre – da mængden af vand varierer meget efter årstiderne.
- Wikimedia Commons har flere filer relateret til Tchad-søen

| Geografi/geologi | Spire Denne artikel om geografi er en spire som bør udbygges. Du er velkommen til at hjælpe Wikipedia ved at udvide den. |

13°0′N 14°0′Ø / 13.000°N 14.000°Ø